# Storblommig gullört
Storblommig gullört (Amsinckia douglasiana) är en strävbladig växtart som beskrevs av A. Dc. I den svenska databasen Dyntaxa används istället namnet Amsinckia eastwoodae. Enligt Catalogue of Life ingår storblommig gullört i släktet gullörter och familjen strävbladiga växter, men enligt Dyntaxa är tillhörigheten istället släktet gullörter och familjen strävbladiga växter. Det är osäkert om arten förekommer i Sverige. Inga underarter finns listade i Catalogue of Life.